# Liste der Monuments historiques in Unienville
Die Liste der Monuments historiques in Unienville führt die Monuments historiques in der französischen Gemeinde Unienville auf.

## Liste der Immobilien
| Bezeichnung     | Beschreibung                                             | Standort                     | Kennzeichnung | Schutzstatus | Datum | Bild |
| --------------- | -------------------------------------------------------- | ---------------------------- | ------------- | ------------ | ----- | ---- |
| Ferme du Breuil | Grangie des Klosters Clairvaux; Scheune, 16. Jahrhundert | südlich des Ortes (Lage)     | PA00125379    | Inscrit      | 1993  |      |
| Römerstraße     |                                                          | nordöstlich des Ortes (Lage) | PA00078284    | Inscrit      | 1982  |      |

## Liste der Objekte
| Bezeichnung                     | Beschreibung                                                                                           | Standort                           | Kennzeichnung | Schutzstatus | Datum | Bild |
| ------------------------------- | --- | ---------------------------------- | ------------- | ------------ | ----- | ---- |
| Grabstein für Edme Dumesgnil    | Kalkstein, bezeichnet 1608                                                                             | in der Kirche St-Symphorien (Lage) | PM10002685    | Classé       | 1913  |      |
| Zwei Leuchterengel              | Holz, farbig gefasst und vergoldet, 18. Jahrhundert; im Musée Napoléon in Brienne-le-Château deponiert | in der Kirche St-Symphorien (Lage) | PM10002690    | Classé       | 1961  |      |
| Skulptur Heilige Sabina         | Holz, farbig gefasst, 16. Jahrhundert                                                                  | in der Kirche St-Symphorien (Lage) | PM10002687    | Classé       | 1961  |      |
| Monstranz                       | Silber, vergoldet, zweite Hälfte des 19. Jahrhunderts, von Pierre-Henry Favier                         | in der Kirche St-Symphorien (Lage) | PM10004433    | Inscrit      | 2001  |      |
| Skulptur Madonna mit Kind       | Elfenbein, 13. Jahrhundert; im Kathedralschatz in Troyes deponiert                                     | in der Kirche St-Symphorien (Lage) | PM10002683    | Classé       | 1894  |      |
| Kruzífix                        | Holz, farbig gefasst, 17. Jahrhundert                                                                  | in der Kirche St-Symphorien (Lage) | PM10002689    | Classé       | 1961  |      |
| Weihwasserbecken                | Kalkstein, 16. Jahrhundert                                                                             | in der Kirche St-Symphorien (Lage) | PM10004432    | Inscrit      | 1981  |      |
| Grabstein für Jeanne de Davanne | Kalkstein, bezeichnet 1631                                                                             | in der Kirche St-Symphorien (Lage) | PM10002686    | Classé       | 1913  |      |
| Prozessionskreuz                | Kupfer, versilbert, 18. Jahrhundert; Verbleib unbekannt                                                | in der Kirche St-Symphorien (Lage) | PM10002691    | Classé       | 1961  |      |
| Kirchenfenster                  | aus dem 16. Jahrhundert                                                                                | in der Kirche St-Symphorien (Lage) | PM10002684    | Classé       | 1908  |      |
| Skulptur Heiliger Sebastian     | Holz, farbig gefasst, 16. Jahrhundert                                                                  | in der Kirche St-Symphorien (Lage) | PM10002688    | Classé       | 1961  |      |